# Église Saint-Jacques de Saint-Christophe-d'Allier
Pour les articles homonymes, voir Église Saint-Jacques.
L'église Saint-Jacques est un édifice situé à Saint-Christophe-d'Allier, en France.

## Localisation
L'église est située sur le territoire de la commune de Saint-Christophe-d'Allier, dans le département de la Haute-Loire, en région Auvergne-Rhône-Alpes.

## Description
L'église date de l'époque romane (XIIe et XIIIe siècles). L'abside en cul-de-four a été très remaniée pour atténuer le manque de clarté auquel la condamnait primitivement l'étroitesse des fenêtres romanes. La nef est prolongée en 1872 par une travée dans laquelle est aménagée une tribune. Vestiges de peinture dans le cul-de-four. Certaines traces laissent deviner l'existence d'un enfeu avec quadrilobes et un Agneau mystique en médiocre état mais pouvant remonter à une époque primitive. Clocher-mur avec escalier massif.

## Historique
L'église est inscrite au titre des monuments historiques par arrêté du 17 juillet 1957.